# 贡-蓬图夫尔
贡-蓬图夫尔（法語：Gond-Pontouvre，法語發音：[ɡɔ̃ pɔ̃tuvʁ]）是法国夏朗德省的一个市镇，属于昂古莱姆区。该市镇由勒贡（Le Gond）和勒蓬图夫尔（Le Pontouvre）两村镇组成。

## 地理
贡-蓬图夫尔（45°40'9"N, 0°9'58"E）面积7.45 平方千米，位于法国新阿基坦大区夏朗德省，该省份为法国西部内陆省份，北起德塞夫勒省和维埃纳省，东临上维埃纳省，东南至多尔多涅省，南至多爾多涅省，西接滨海夏朗德省。
与贡-蓬图夫尔接壤的市镇（或旧市镇、城区）包括：昂古莱姆、巴尔扎克、尚涅、利勒代帕尼亚克、图夫尔河畔吕埃勒、夏朗德河畔圣伊里耶。

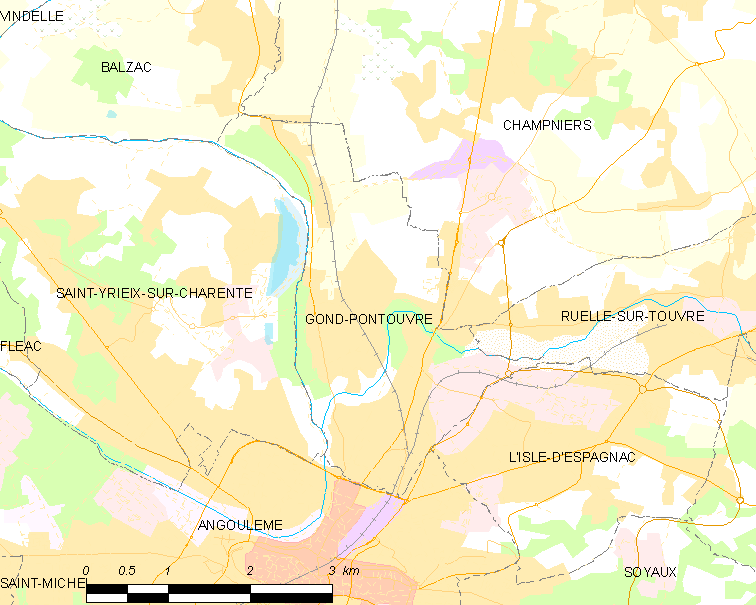
贡-蓬图夫尔的OSM定位图

贡-蓬图夫尔的时区为UTC+01:00、UTC+02:00（夏令时）。

## 行政
贡-蓬图夫尔的邮政编码为16160，INSEE市镇编码为16154。

## 政治
贡-蓬图夫尔所属的省级选区为贡-蓬图夫尔县。

## 人口

1962-2008年间贡-蓬图夫尔人口变化图示

贡-蓬图夫尔于2022年1月1日时的人口数量为5884人。